# Pluralistyczna ignorancja

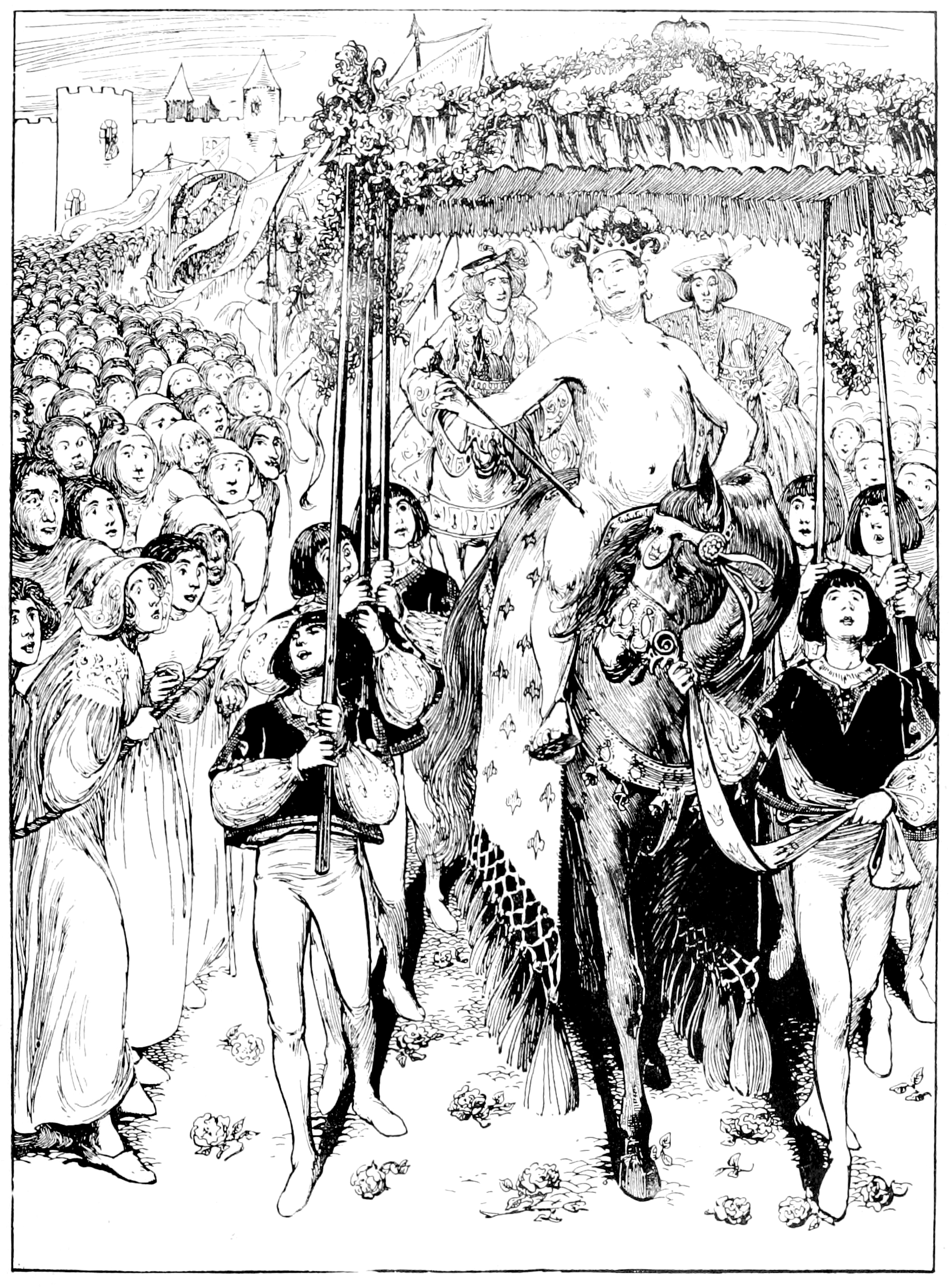
Ignorowanie nagości cesarza przez tłum jako przykład pluralistycznej ignorancji

Pluralistyczna ignorancja („niewiedza wielu”) – sytuacja, w której jednostki osobiście akceptują lub odrzucają daną normę, jednocześnie przypisując normę przeciwną innym jednostkom. Pojęcie zostało zdefiniowane przez Floyda Henry’ego Allporta.
Postawa pluralistycznej ignorancji często występuje wspólne z efektem widza. Klasycznym jej przykładem jest reakcja poddanych na nowe szaty cesarza w znanej baśni Andersena.